# قزل-یولدوز (شهرستان ایلیشفسکی، باشقیرستان)
قزل-یولدوز (انگلیسی: Kyzyl-Yulduz, Ilishevsky District, Republic of Bashkortostan) یک شهرک در شهرستان ایلیشفسکی استان باشقیرستان کشور روسیه است.